# Haidar Abdul-Amir
Haidar Abdul-Amir Hussain (2 de novembro de 1982) é um futebolista iraquiano que atua como defensor.

## Carreira
Haidar Abdul-Amir integrou o elenco da Seleção Iraquiana de Futebol, nas Olimpíadas de 2004. 